# Erich Haeker
Erich Haeker, auch Erich Haecker (* 30. Juni 1886 in Bismarckshöhe (Pommern); † 27. April 1958), war ein deutscher Konteradmiral der Kriegsmarine.

## Leben
Erich Haeker trat am 1. April 1906 in die Kaiserliche Marine ein. Bis Januar 1915 war er Wachoffizier auf der U 9. Anschließend wurde er mit der Inbetriebnahme von UB 6 beauftragt und stellte dieses am 8. April 1915 als Kommandant in Dienst. Ende 1915 gab er das Kommando ab. Er kam zur U-Bootsabteilung, wurde bis Dezember 1916 Kommandant vom Schulungsboot U 1 und war gleichzeitig Lehrer. Am 19. September 1916 wurde er Kapitänleutnant. Ab 22. Januar 1917 war er bis 24. Oktober 1917 Kommandant vom neu in Dienst gestellten UC 79, welches zur U-Flottille Kurland kam, und kam anschließend bis Kriegsende in den Stab des Führers der Unterseeboote in Flandern.
Nach dem Krieg wurde er in die Reichsmarine übernommen. Von Mai 1919 bis zur Außerdienststellung am 19. Februar 1920 war er Kommandant des Kleinen Kreuzers Arcona. Am 1. April 1925 wurde er Korvettenkapitän. Am 1. Juli 1930 zum Fregattenkapitän befördert, war er 1931 Direktor des Ausrüstungs- und Torpedoressorts der Marinewerft Wilhelmshaven.
Von März 1938 bis Juli 1940 war er Kommandeur der Wehrbezirkskommandos Swinemünde und wurde anschließend Direktor der Ausrüstungs- und Navigationsressorts der Kriegsmarinewerft Wilhelmshaven. Zeitweise war er auch Leiter der Westwerft Wilhelmshaven. Am 1. Februar 1942 wurde er zum Konteradmiral befördert. In Vertretung war er von Mai 1942 bis August 1942 Oberwerftdirektor der Kriegsmarinewerft Nikolajew. In Wilhelmshaven, er war zum 1. September 1942 z.V. gestellt worden, blieb er bis Oktober 1944. Von Oktober 1944 bis Januar 1945 war er zur Verfügung des Marineoberkommandos Nord gestellt. Am 31. Januar 1945 wurde er aus der Marine verabschiedet.